# The Stone Roses (альбом)
The Stone Roses — дебютный альбом английской рок-группы The Stone Roses, выпущенный в мае 1989 года лейблом Silvertone. Большую часть альбома группа записала в студии «Battery» в Лондоне с продюсером Джоном Леки. Альбом The Stone Roses не имел мгновенного успеха, но его оценка среди критиков постепенно росла, что привело его к попаданию в различные списки лучших альбомов, среди которых списки «500 величайших альбомов всех времён» по версии журналов NME и Rolling Stone.

## Предыстория
Группа The Stone Roses была создана в начале 1980-х в Манчестере вокалистом Йеном Брауном и гитаристом Джоном Сквайром. Друзья детства Йен Браун и Джон Сквайр играли в различных группах и до этого, однако раньше Браун выступал в роли бас-гитариста. Чуть позже к группе присоединяется ударник Рени (настоящее имя — Алан Рен), затем — бас-гитарист Пит Гарнер и гитарист Анди Кузенс, чем и завершилось формирование первоначального состава.
В свои ранние годы у The Stone Roses был агрессивный, панковский звук. Группы, оказавшие на них влияние, варьировались от The Clash и The Sex Pistols до манчестерских Slaughter and the Dogs. Они имели постоянную аудиторию в Манчестере, но считались немодными и смотрелись странно на музыкальной сцене того времени, на которой тогда доминировали Factory Records и Тони Уилсон. На снимках этого периода можно увидеть Сквайра в бандане и Брауна, носящего кожаные штаны.
В 1985 The Stone Roses выпустили свой первый сингл, спродюсированный Мартином Хэннетом — «So Young». Эта композиция совсем не имела успеха у публики. К тому моменту Браун ещё не создал свой фирменный образ и выглядел шумно и агрессивно. Сама же группа не нашла ещё свой особый стиль подачи музыки при исполнении, который бы подчеркнул лучшие их стороны.
К моменту выхода следующего сингла, «Sally Cinnamon», группа значительно изменила своё звучание. На выпущенном в 1987 на FM Records «Sally Cinnamon» звучит электрическая гитара и есть чёткий ритм, потому она больше похожа на The Byrds, чем на The Sex Pistols. Браун выработал новую, более мягкую манеру пения, а Сквайр и Рени становятся более аккуратными и сыгранными и звучат гораздо менее шумно.

## Об альбоме
В 1989-м The Stone Roses выпускают одноимённый дебютный альбом, спродюсированный Джоном Леки (John Leckie). Он открывается композицией «I Wanna Be Adored» и заканчивается «I Am The Resurrection», обе песни воплощают собой несокрушимость и амбициозность молодости. Такое же настроение проходит через весь альбом, считающийся вехой в истории английского рока. В момент выхода он был хорошо принят большей частью музыкальной прессы и благодаря позитивным отзывам начал приносить популярность группе. Всего альбом был выпущен более чем в 110 версиях. Юбилейное издание в честь 20-летия альбома было выпущено в 2009 году.

## Оформление

Коллекционное издание

Как и для большинства альбомов The Stone Roses, оформление обложки осуществлял Джон Сквайр. Получившаяся обложка — это часть работы художника Джексона Поллока и иллюстрация песни «Bye Bye Badman», написанной под влиянием 20-ти летнего юбилея студенческих беспорядков мая 1968 года в Париже. Обложка была названа журналом «Q» одной из «100 лучших обложек всех времён». На обложке изображён французский триколор и лимоны, которые использовались во время беспорядков в качестве антидота против слезоточивого газа.

### Оформление выпуска в честь 20-летия альбома
В 2009 году ограниченным тиражом было выпущено три версии коллекционного издания альбома. Самое полное включало в себя диск с ремастеринговой версией альбома The Stone Roses, диск Lost Demos и третий компакт — песни со стороны «Б» оригинального винила и официально не входившие в альбом. Также издание включало в себя три виниловые пластинки, один DVD с записью концерта в «Empress Ballroom» в 1989 году, 48-страничный буклет с фотографиями и заметками группы и коллег музыкантов и USB-флеш-накопитель в виде лимона, содержащий электронные версии видео, треков, буклета и видеозаписи песни «Fools Gold».

## Издания и переиздания
Слова и музыка всех песен — Йен Браун и Джон Сквайр.
| №   | Название                          | Длительность |
| --- | --------------------------------- | ------------ |
| 1.  | «I Wanna Be Adored»               | 4:52         |
| 2.  | «She Bangs the Drums»             | 3:42         |
| 3.  | «Waterfall»                       | 4:37         |
| 4.  | «Don't Stop»                      | 5:17         |
| 5.  | «Bye Bye Badman»                  | 4:00         |
| 6.  | «Elizabeth My Dear»               | 0:59         |
| 7.  | «(Song for My) Sugar Spun Sister» | 3:25         |
| 8.  | «Made of Stone»                   | 4:10         |
| 9.  | «Shoot You Down»                  | 4:10         |
| 10. | «This Is the One»                 | 4:58         |
| 11. | «I Am the Resurrection»           | 8:12         |

| №   | Название                                | Длительность |
| --- | --------------------------------------- | ------------ |
| 1.  | «I Wanna Be Adored»                     | 4:52         |
| 2.  | «She Bangs the Drums»                   | 3:42         |
| 3.  | «Elephant Stone (UK 7" single version)» | 3:04         |
| 4.  | «Waterfall»                             | 4:37         |
| 5.  | «Don't Stop»                            | 5:17         |
| 6.  | «Bye Bye Badman»                        | 4:00         |
| 7.  | «Elizabeth My Dear»                     | 0:59         |
| 8.  | «(Song for My) Sugar Spun Sister»       | 3:25         |
| 9.  | «Made of Stone»                         | 4:10         |
| 10. | «Shoot You Down»                        | 4:10         |
| 11. | «This Is the One»                       | 4:58         |
| 12. | «I Am the Resurrection»                 | 8:12         |

- Выпущено 23 июля 1989.

| №   | Название                                | Длительность |
| --- | --------------------------------------- | ------------ |
| 1.  | «I Wanna Be Adored»                     | 4:52         |
| 2.  | «She Bangs the Drums»                   | 3:42         |
| 3.  | «Elephant Stone (UK 7" single version)» | 3:04         |
| 4.  | «Waterfall»                             | 4:37         |
| 5.  | «Don't Stop»                            | 5:17         |
| 6.  | «Bye Bye Badman»                        | 4:00         |
| 7.  | «Elizabeth My Dear»                     | 0:59         |
| 8.  | «(Song for My) Sugar Spun Sister»       | 3:25         |
| 9.  | «Made of Stone»                         | 4:10         |
| 10. | «Shoot You Down»                        | 4:10         |
| 11. | «This is the One»                       | 4:58         |
| 12. | «I Am the Resurrection»                 | 8:12         |
| 13. | «Fools Gold (UK 12" single version)»    | 9:53         |

- Выпущено ноябрь 1989.

| №   | Название                            | Длительность |
| --- | ----------------------------------- | ------------ |
| 1.  | «I Wanna Be Adored»                 | 4:52         |
| 2.  | «She Bangs the Drums»               | 3:42         |
| 3.  | «Waterfall»                         | 4:37         |
| 4.  | «Don't Stop»                        | 5:17         |
| 5.  | «Bye Bye Badman»                    | 4:00         |
| 6.  | «Elephant Stone»                    | 3:04         |
| 7.  | «Elizabeth My Dear»                 | 0:59         |
| 8.  | «(Song for My) Sugar Spun Sister»   | 3:25         |
| 9.  | «Made of Stone»                     | 4:10         |
| 10. | «Shoot You Down»                    | 4:10         |
| 11. | «This is the One»                   | 4:58         |
| 12. | «I Am the Resurrection»             | 8:12         |
| 13. | «Fools Gold (UK 7" single version)» | 4:15         |

- Песни «Elephant Stone» и «Fools Gold» были доступны только для версий на аудио-CD и на кассете.

| №  | Название                        | Длительность |
| -- | ------------------------------- | ------------ |
| 1. | «Fools Gold»                    | 9:53         |
| 2. | «What the World Is Waiting for» | 3:55         |
| 3. | «Elephant Stone»                | 4:48         |
| 4. | «Where Angels Play»             | 4:15         |

- Второй диск включал видео, дискографии, тексты песен и фотогалерею[11].

### Издание 2007 года
| №   | Название                          | Длительность |
| --- | --------------------------------- | ------------ |
| 1.  | «I Wanna Be Adored»               | 4:52         |
| 2.  | «She Bangs the Drums»             | 3:45         |
| 3.  | «Waterfall»                       | 4:41         |
| 4.  | «Don't Stop»                      | 5:21         |
| 5.  | «Bye Bye Badman»                  | 4:06         |
| 6.  | «Elizabeth My Dear»               | 0:55         |
| 7.  | «(Song for My) Sugar Spun Sister» | 3:27         |
| 8.  | «Made of Stone»                   | 4:15         |
| 9.  | «Shoot You Down»                  | 4:14         |
| 10. | «This is the One»                 | 4:59         |
| 11. | «I Am the Resurrection»           | 8:14         |

- Треки из оригинального издания 1989 года

### Двадцатилетнее юбилейное переиздание 2009 года
| №   | Название                             | Длительность |
| --- | ------------------------------------ | ------------ |
| 1.  | «I Wanna Be Adored»                  | 4:52         |
| 2.  | «She Bangs the Drums»                | 3:42         |
| 3.  | «Waterfall»                          | 4:37         |
| 4.  | «Don't Stop»                         | 5:17         |
| 5.  | «Bye Bye Badman»                     | 4:00         |
| 6.  | «Elizabeth My Dear»                  | 0:59         |
| 7.  | «(Song for My) Sugar Spun Sister»    | 3:25         |
| 8.  | «Made of Stone»                      | 4:10         |
| 9.  | «Shoot You Down»                     | 4:10         |
| 10. | «This is the One»                    | 4:58         |
| 11. | «I Am the Resurrection»              | 8:12         |
| 12. | «Fools Gold (UK 12" single version)» | 9:53         |

| №   | Название                                            | Длительность |
| --- | --------------------------------------------------- | ------------ |
| 1.  | «I Wanna Be Adored» (Demo)                          | 3:42         |
| 2.  | «She Bangs the Drums» (Demo)                        | 3:46         |
| 3.  | «Waterfall» (Demo)                                  | 4:45         |
| 4.  | «Bye Bye Badman» (Demo)                             | 4:03         |
| 5.  | «(Song for My) Sugar Spun Sister» (Demo)            | 3:30         |
| 6.  | «Shoot You Down» (Demo)                             | 4:25         |
| 7.  | «This is the One» (Demo)                            | 4:00         |
| 8.  | «I Am the Resurrection» (Demo)                      | 6:38         |
| 9.  | «Elephant Stone» (Demo)                             | 3:13         |
| 10. | «Going Down» (Demo)                                 | 2:40         |
| 11. | «Mersey Paradise» (Demo)                            | 2:47         |
| 12. | «Where Angels Play» (Demo)                          | 3:16         |
| 13. | «Something's Burning» (Demo)                        | 3:03         |
| 14. | «One Love» (Demo)                                   | 6:22         |
| 15. | «Pearl Bastard» (Demo; previously unreleased track) | 3:42         |

| №   | Название                         | Длительность |
| --- | -------------------------------- | ------------ |
| 1.  | «Elephant Stone»                 | 4:50         |
| 2.  | «Full Fathom Five»               | 3:03         |
| 3.  | «The Hardest Thing in the World» | 2:41         |
| 4.  | «Going Down»                     | 2:46         |
| 5.  | «Guernica»                       | 4:22         |
| 6.  | «Mersey Paradise»                | 2:46         |
| 7.  | «Standing Here»                  | 5:07         |
| 8.  | «Simone»                         | 4:25         |
| 9.  | «Fools Gold»                     | 9:53         |
| 10. | «What the World is Waiting For»  | 3:50         |
| 11. | «One Love»                       | 7:43         |
| 12. | «Something's Burning»            | 7:44         |
| 13. | «Where Angels Play»              | 4:16         |

| №   | Название                                 | Длительность |
| --- | ---------------------------------------- | ------------ |
| 1.  | «I Wanna Be Adored» (Live)               | 5:14         |
| 2.  | «Elephant Stone» (Live)                  | 3:35         |
| 3.  | «Waterfall» (Live)                       | 3:35         |
| 4.  | «(Song for My) Sugar Spun Sister» (Live) | 3:27         |
| 5.  | «Made of Stone» (Live)                   | 4:26         |
| 6.  | «She Bangs the Drums» (Live)             | 3:41         |
| 7.  | «Where Angels Play» (Live)               | 4:10         |
| 8.  | «Going Down» (Live)                      | 2:44         |
| 9.  | «Mersey Paradise» (Live)                 | 2:51         |
| 10. | «I Am the Resurrection» (Live)           | 12:32        |

| №  | Название                      | Длительность |
| -- | ----------------------------- | ------------ |
| 1. | «Waterfall» (Video)           | 3:36         |
| 2. | «Fools Gold» (Video)          | 4:14         |
| 3. | «I Wanna Be Adored» (Video)   | 4:33         |
| 4. | «One Love» (Video)            | 3:47         |
| 5. | «She Bangs the Drums» (Video) | 3:41         |
| 6. | «Standing Here» (Video)       | 3:15         |